# XDCC

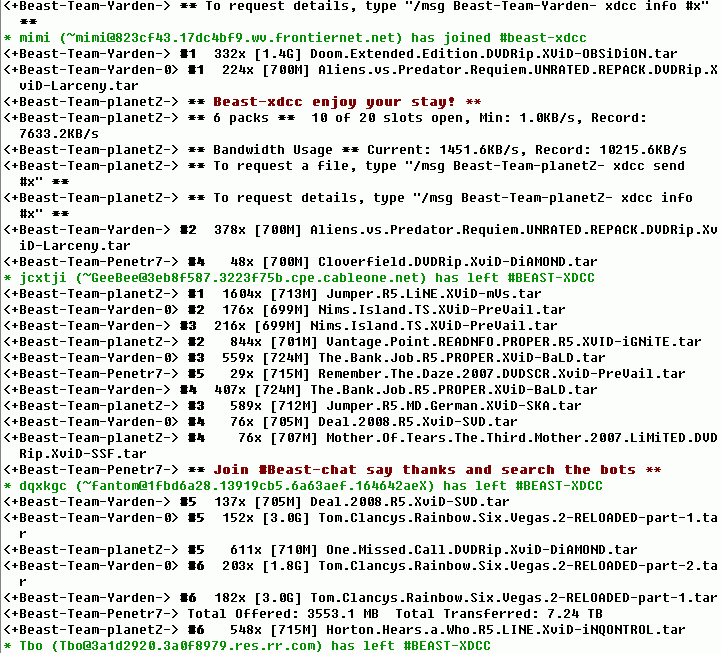
Lista de archivos compartidos en XCC

XDCC (Xabi DCC o eXtended DCC) fue inicialmente un script escrito en 1994 para ircII por Xabi. Este script es una ampliación del comando DCC de ircII.
Ahora XDCC hace referencia a bots de IRC ejecutando aplicaciones de compartición de archivos en general. Los bots XDCC sirven uno o más archivos, generalmente de gran tamaño, para descarga a través del protocolo DCC. A pesar de que XDCC se usa comúnmente para la distribución de material ilegal, como warez (paquetes de software), puede ser utilizado de forma legal.
XDCC está ganando popularidad sobre viejos medios tales como grupos de noticias y DCC. Al contrario que las transferencias peer-to-peer, los servidores XDCC se alojan a menudo en conexiones con un ancho de banda de subida elevado, a veces hasta 100 Mbit. A menudo se ejecutan servidores FTP en los servidores XDCC para facilitar la subida del material. Algunos servidores XDCC se ejecutan en máquinas hackeadas.
Para usar XDCC, uno puede enviar un mensaje privado (query) o enviar un comando CTCP a un bot, usando un cliente de IRC. El usuario puede preguntar a un bot qué archivos tiene mediante el mensaje privado "xdcc list". Sin embargo, esta característica está a menudo desactivada para no atraer mucho la atención. Cuando un usuario quiere descargar un paquete o archivo del bot, debería teclear algo como "xdcc send #<pack number>" al bot. El bot comenzará a enviar el paquete al usuario o colocará al usuario en una cola de transferencias, en la que tendrá que esperar su turno.

## Comandos XDCC comunes (Iroffer)
A menos que se diga lo contrario, la mayoría de comandos se pueden enviar mediante ctcp en vez de msg. Algunos servidores desactivan los comandos msg.
- /msg <botname> xdcc send #<pack number> - Solicita el número de paquete específico al bot.
- /msg <botname> xdcc list - Solicita una lista de paquetes disponibles al bot.
- /msg <botname> xdcc remove - Elimina los archivos de la cola de envío. (Esto sólo funciona vía msg.)
- /msg <botname> xdcc remove #<queue number> - Elimina el archivo de la posición de la cola especificada. (Esto sólo funciona vía msg.)
- /msg <botname> xdcc info #<pack number> - Solicita información sobre un número de paquete específico.

## Motores de búsqueda
- xdccing.com
- xweasel.org
- xdccfinder.com
- xdccreport.com

- Datos: Q1565674